# Gekai Elise
Gekai Elise  (en hangul, 외과의사 엘리제; romanización revisada, Oegwauisa Ellije), también conocida como Doctor Elise o Doctor Elise: The Royal Lady with the Lamp en inglés, es una novela web surcoreana escrita por Yuin. Se serializó en el servicio KakaoPage de Kakao desde diciembre de 2015 hasta abril de 2016. Una adaptación de manhwa ilustrada por Mini se serializó en KakaoPage desde septiembre de 2017 hasta febrero de 2021. Una adaptación de la serie de televisión de anime de Maho Film se estrenó en enero de 2024.

## Argumento
La doctora Song Jihyun (Aoi Takamoto en el anime) es considerada un prodigio entre los cirujanos coreanos, conocida por su habilidad para salvar pacientes sin importar su estado. En su vida pasada como Elise de Clorance, la maleducada esposa del emperador, sus celos y su codicia la llevaron a perder a sus seres queridos y, finalmente, a la muerte. Por ello, se comprometió a salvar vidas en lugar de destruirlas. Tras un fatal accidente aéreo, Elise se encuentra de nuevo en su antiguo cuerpo. Con sus conocimientos previos de medicina moderna y ahora la oportunidad de enmendar sus errores, está decidida a contribuir al imperio como médico en esta vida. Pero, ¿podrá Elise evitar su compromiso con el príncipe Linden de Romanoff, el hombre al que había amado hasta el punto de su propia muerte?

## Personajes
Elise De Clorance (エリーゼ・ド・クロレンス Erīze Do Kurorensu?)
 Seiyū: Yui Ishikawa
Elise, que anteriormente fue una gobernante terrible, se reencarnó por partida doble en un circuito cerrado entre la Tierra y su reino natal. Gracias a sus conocimientos médicos de la tierra moderna, ella comienza la expiación elevando los estándares de salud y las tasas de supervivencia.
Linden (リンデン Rinden?)
 Seiyū: Yōhei Azakami
El príncipe heredero del imperio, que en la primera vida de Elise había sido su marido y verdugo. Como miembro de la familia imperial, posee algunas habilidades mágicas, como poder cambiar su apariencia a su homólogo de cabello rubio y ojos azules, 'ron'.
Graham (グレアム Gureamu?)
 Seiyū: Yoshimasa Hosoya
El jefe de la familia Fallon y el profesor más joven del Hospital Teresa. Tiene veintitantos años. Nacido como el hijo mayor de un aristócrata, sufrió la desgracia de perder a toda su familia y su fortuna en la epidemia de Laurage hace 20 años, cuando tenía menos de 10 años. Desde entonces, ha trabajado incansablemente para convertirse en el mejor médico que pueda curar enfermedades. Le asignan la formación de Rose (Elise), quien llegó al hospital como aprendiz de médico, y aunque inicialmente tuvo una actitud estricta, poco a poco fue reconociendo sus habilidades. Luego, admitió francamente que las habilidades médicas de Rose excedían las suyas y disolvió su relación maestro-alumno.
Ron (ロン?)
 Seiyū: Satoshi Hino
Lenne De Clorance (レン・ド・クロレンス Ren Do Kurorensu?)
 Seiyū: Daisuke Ono
Chris De Clorance (クリス・ド・クロレンス Kurisu Do Kurorensu?)
 Seiyū: Hiro Shimono
Michael De Romanoff (ミハイル・ド・ロマノフ Mihairu Do Romanofu?)
 Seiyū: Soma Saitō
Yulian De Childe (ユリエン・ド・チャイルド Yurien Do Chairudo?)
 Seiyū: Megumi Han
Minchester De Romanoff (ミンチェスター・ド・ロマノフ Minchesutā Do Romanofu?)
 Seiyū: Kazuhiko Inoue

## Contenido de la obra

### Novelas
La novela fue escrito por Yuin, Doctor Elise: The Royal Lady with the Lamp se publicó por entregas en el servicio KakaoPage de Kakao del 30 de diciembre de 2015 al 27 de abril de 2016 y se publicó en cuatro volúmenes. Se publicó una historia paralela del 4 al 30 de mayo de 2016. Se publicó una segunda historia paralela del 19 de septiembre al 27 de noviembre de 2017.

### Manhwa
Una adaptación de manhwa, ilustrada por Mini se publicó por entregas en KakaoPage del 18 de septiembre de 2017 al 16 de febrero de 2021 y Pinetoon lo compiló en diez volúmenes. La serie es publicada digitalmente en inglés por Tappytoon y Lezhin Comics. En Japón, el manhwa se lanzó digitalmente en el servicio Piccoma de Kakao y se publicó en forma impresa por Kadokawa Shoten.

### Anime
El 28 de febrero de 2023 se anunció una adaptación de la serie de televisión de anime. Está producida por Maho Film y dirigida por Kumiko Habara, con guiones supervisados por Deko Akao y diseños de personajes a cargo de Yūko Watanabe. La serie se estrenó el 10 de enero de 2024 en AT-X y otras redes. El tema de apertura es "Believer" de Yui Ishikawa, mientras que el tema de cierre es "Listen" de Maju Arai. Crunchyroll obtuvo la licencia de la serie fuera de Asia. Plus Media Networks Asia obtuvo la licencia de la serie en el Sudeste Asiático.